# Kim Myung-jin
Kim Myung-jin (김명진, ur. 10 lutego 1971 w Seulu) – koreańska niepełnosprawna curlerka, wicemistrzyni paraolimpijska z Vancouver 2010. 
Kim w curling gra od 2003, reprezentuje Gangwon Dream Wheelchair Curling Club. Na arenie międzynarodowej zadebiutowała podczas Mistrzostw Świata 2004, zajmując 11. pozycję. Od samego początku gra jako trzecia w zespole Kim Hak-sunga. W 2005 i 2007 koreańska ekipa uplasowała się na 7. miejscu w rywalizacji. 
W Mistrzostwach Świata 2008 zespół z Gangwon po raz pierwszy awansował do fazy play-off i to z najlepszym wynikiem Round Robin. Koreańczycy w półfinale byli lepsi 7:2 od Kanady (Gerry Austgarden) i w finale zmierzyli się z Norwegią (Rune Lorentsen). Zdobyli srebrne medale ulegając 3:5 zawodnikom z Europy. Rok później zespół Kim zajął 6. miejsce. Zawody w latach 2007–2009 były kwalifikacjami do Zimowych Igrzysk Paraolimpijskich 2010, Korea Południowa uzyskała 19 punktów i uzyskała możliwość uczestnictwa. W fazie grupowej turnieju w Vancouver Koreańczycy wygrali 6 a przegrali 3 mecze. Do półfinału awansowali z 3. pozycji i zwyciężyli tam 7:5 nad Amerykanami (Augusto Jiminez Perez). W finale gospodarze (Jim Armstrong) szybko uzyskali dużą przewagę punktową - po 4. endzie Kanada prowadziła 8:1. Koreańczycy przejęli wszystkie późniejsze partie, nie zdołali jednak doprowadzić do extra-endu - mecz zakończył się wynikiem 7:8.  Był to dla Korei Południowej drugi medal zimowych igrzysk paraolimpijskich w historii.

## Drużyna
|           | Czwarty/-a   | Trzeci/-a     | Drugi/-a      | Otwierający/-a |
| --------- | ------------ | ------------- | ------------- | -------------- |
| 2009/2010 | Kim Hak-sung | Kim Myung-jin | Park Kil-woo  | Kang Mi-suk    |
| 2008/2009 | Kim Hak-sung | Park Kil-woo  | Kim Myung-jin | Cho Yang-hyun  |
| 2006/2008 | Kim Hak-sung | Kim Myung-jin | Cho Yang-hyun | Kang Mi-suk    |
| 2004/2005 | Kim Hak-sung | Kim Myung-jin | Cho Yang-hyun | Cho Yae-lee    |
| 2003/2004 | Kim Hak-sung | Kim Myung-jin | Cho Yae-lee   | Cho Yang-hyun  |